# 奧萊尼夫卡 (阿爾切夫斯克區)
48°24′33″N 38°34′21″E / 48.40917°N 38.57250°E
奧莱尼夫卡（烏克蘭語：Оленівка）是位於烏克蘭東部的村莊，由盧甘斯克州阿爾切夫斯克區的卡迪伊夫卡市鎮負責管轄。該村始建於1806年，面積1.22平方公里，海拔高度229米，2001年人口264，人口密度每平方公里215.9人。